# Борозни Сірсаліса
Бо́розни Сірса́ліса (лат. Rimae Sirsalis) — група з декількох западин на поверхні Місяця загальною протяжністю близько 426 км, які лежать поблизу невеликого каратера Сірсаліс. Це найдовші борозни (канали) на поверхні Місяця. Назву цій системі борозен присвоєно у 1964 році Міжнародним астрономічним союзом.
Селенографічні координати 15°42′ пд. ш. 61°42′ зх. д. / 15.7° пд. ш. 61.7° зх. д..
Борозни утворилися внаслідок розширення поверхні, можливо, через зростання тиску в надрах.
Борозни Сіраліса проходять майже виключно через високогір'я. Вони починаються на краю Океану Бур поблизу малого каратера Сірсаліс, від якого вони дістали свою назву, і проходять безпосередньо від моря, зрештою закінчуючись серед тріщин у дні кратера Дарвін. На своєму шляху вони перетинають ударний кратер, хребти з пагорбів та інші невеликі гори.